# 茶店子街道
茶店子街道，是中华人民共和国四川省成都市金牛区下辖的一个乡镇级行政单位。2019年12月，金牛区调整部分街道行政区划，撤销黄忠街道，将原黄忠街道所属行政区域划归茶店子街道管辖，茶店子街道办事处驻安蓉路8号。

## 行政区划
茶店子街道下辖以下地区：
奥林社区、化成社区、育苗路社区、锦城社区、金沙公园东社区、金沙公园北社区和金沙公园社区。